# Hengche (köpinghuvudort i Kina, Hubei Sheng, lat 30,31, long 115,37)
Hengche (kinesiska: Hengche Zhen, 横车镇) är en köpinghuvudort i Kina. Den ligger i provinsen Hubei, i den centrala delen av landet, omkring 110 kilometer öster om provinshuvudstaden Wuhan. Antalet invånare är 68 543. Befolkningen består av 34 012 kvinnor och 34 531 män. Barn under 15 år utgör 19,0 %, vuxna 15-64 år 70 %, och äldre över 65 år 10,0 %.
Runt Hengche är det tätbefolkat, med 427 invånare per kvadratkilometer. Närmaste större samhälle är Qingquan, 19,1 km nordväst om Hengche. Trakten runt Hengche består till största delen av jordbruksmark.
Genomsnittlig årsnederbörd är 1 963 millimeter. Den regnigaste månaden är maj, med i genomsnitt 276 mm nederbörd, och den torraste är januari, med 55 mm nederbörd.